# Tour de Flandes 1935
El Tour de Flandes 1935 és la 19a edició del Tour de Flandes. La cursa es disputà el 14 d'abril de 1935, amb inici a Gant i final a Wetteren després d'un recorregut de 260 quilòmetres.
El vencedor final fou el belga Louis Duerloo, que s'imposà a l'esprint als seus sis companys d'escapada a Wetteren. Els també belgues Eloi Meulenberg i Cornelius Leemans arribaren segon i tercer respectivament.

## Classificació final
|    | Ciclista                 | Equip          | Temps      |
| -- | ------------------------ | -------------- | ---------- |
| 1  | Louis Duerloo (BEL)      | Genial Lucifer | 7h 27' 00" |
| 2  | Eloi Meulenberg (BEL)    | Alcyon-Dunlop  | m. t.      |
| 3  | Cornelius Leemans (BEL)  | Genial Lucifer | m. t.      |
| 4  | Jef Moerenhout (BEL)     | Dilecta-Wolber | m. t.      |
| 5  | Gerrit van de Ruit (NED) | Dossche Sport  | m. t.      |
| 6  | Léopold Roosemont (BEL)  | Colin - Wolber | m. t.      |
| 7  | Jules Lowie (BEL)        | Genial Lucifer | m. t.      |
| 8  | Edgard de Caluwe (BEL)   | Dilecta-Wolber | + 2' 00"   |
| 9  | Frans van Hassel (BEL)   | Genial Lucifer | + 2' 00"   |
| 10 | Gaston Rebry (BEL)       | Alcyon-Dunlop  | + 2' 15"   |